# 韦拉克鲁斯战役 (1914年)

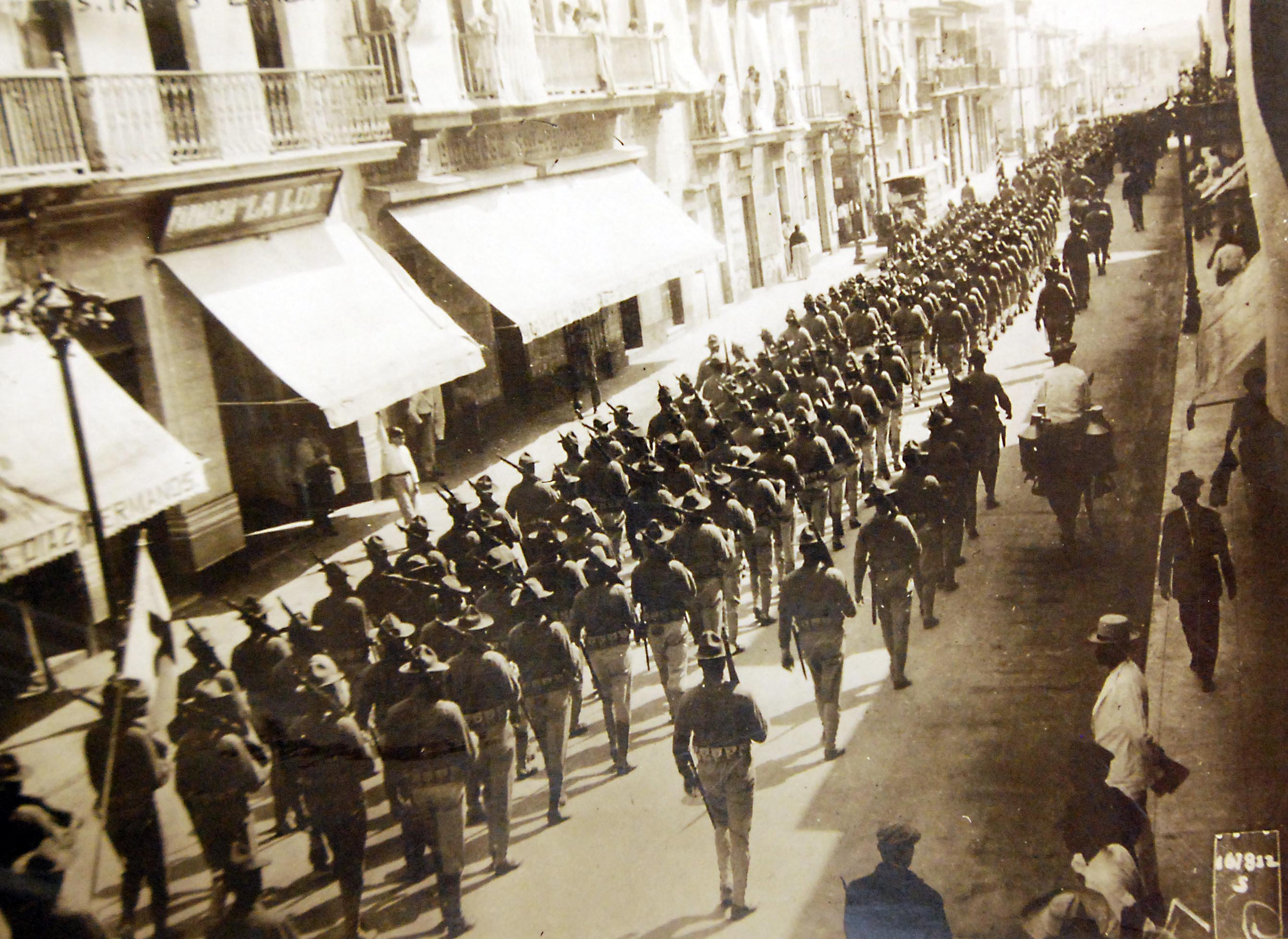
1914年4月，美軍進入韋拉克魯斯戰役

韦拉克鲁斯战役（1914年4月21日至11月23日）  是美国進攻墨西哥韦拉克鲁斯並佔領當地的戰役。
坦皮科事件後，由於墨西哥沒有道歉，美國決定出兵墨西哥。1914年11月23日，美國從韦拉克鲁斯撤兵。